# ولتمپرپو
ولتمپرپو (به انگلیسی: Vellottamparappu) یک زیستگاه انسانی در هند است که در Erode district واقع شده‌است.

## خصوصیات
ولتمپرپو ۸٬۱۲۹ نفر جمعیت دارد.